# Die toten Augen von London (Film)
Die toten Augen von London ist ein deutscher Kriminalfilm des Regisseurs Alfred Vohrer und der sechste Edgar-Wallace-Film im Nachkriegsdeutschland. Die Verfilmung des gleichnamigen Romans von Edgar Wallace (Originaltitel: The Dark Eyes of London) wurde vom 16. Januar bis 21. Februar 1961 in Hamburg und Umgebung gedreht und von Rialto Film produziert. Uraufführung hatte der Film am 28. März 1961 im Turmpalast in Frankfurt am Main und im Walhalla in Wiesbaden. Bundesweiter Start war am 1. April 1961.

## Handlung

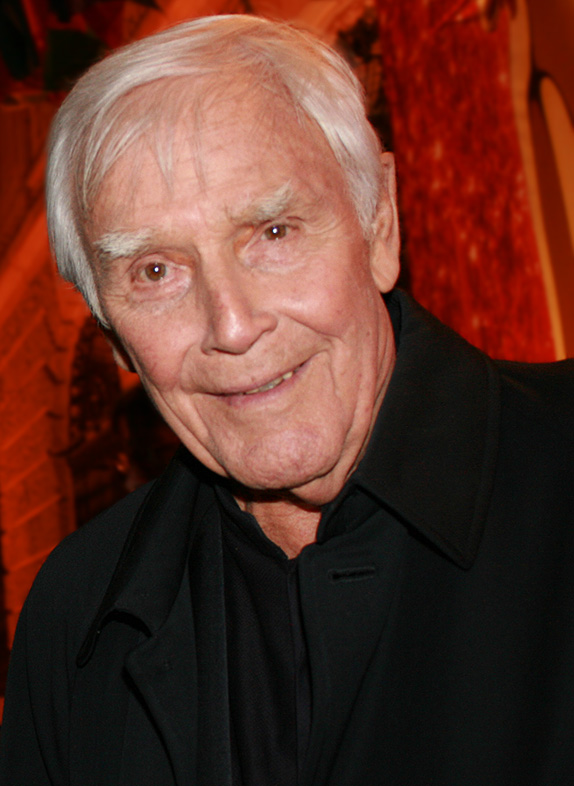
Joachim Fuchsberger spielte Inspektor Larry Holt

Inspektor Larry Holt von Scotland Yard glaubt nicht an einen Unfall, als die Polizei nach einer Nebelnacht zum wiederholten Male einen alten Mann aus der Themse fischt. Seine Vermutung, dass Die toten Augen von London (eine Verbrecherbande blinder Hausierer) wieder aktiv sind, scheint sich diesmal zu bestätigen.
Zusammen mit seinem Assistenten Sunny Harvey und der ehemaligen Blindenpflegerin Nora Ward macht sich Holt auf die Suche nach dem „blinden Jack“ – einem Mitglied der Bande. Dabei geraten sie nicht nur in das düstere Blindenheim Das offene Tor unter der Leitung des freundlichen Reverend Dearborn, sondern auch an den zunächst ehrenwert erscheinenden Rechtsanwalt Stephen Judd, bei dem alle Ermordeten versichert waren.
Die verruchte Fanny Weldon, der Ganove Flimmer-Fred und der kleine Lew Norris werden beseitigt, bevor sie auspacken können. Nora Ward wird von dem gefürchteten blinden Jack attackiert, bevor dieser selbst erschossen auf einer Müllhalde aufgefunden wird (damit stellt sich heraus, dass er nur ein Handlanger war). Von Judd erfährt Inspektor Holt nun, dass der in Kanada ansässige Gordon Stuart eine uneheliche Tochter hat, die bereits im Besitz des Schecks der Lebensversicherung ihres Vaters ist. Kurz darauf wird Judds Sekretär, der polizeibekannte Edgar Strauss, ermordet. Reverend Dearborn erweist sich schließlich als gefährlicher Verbrecher. Am Ende des Abenteuers werden Larry Holt und Nora Ward ein Paar.

## Entstehungsgeschichte

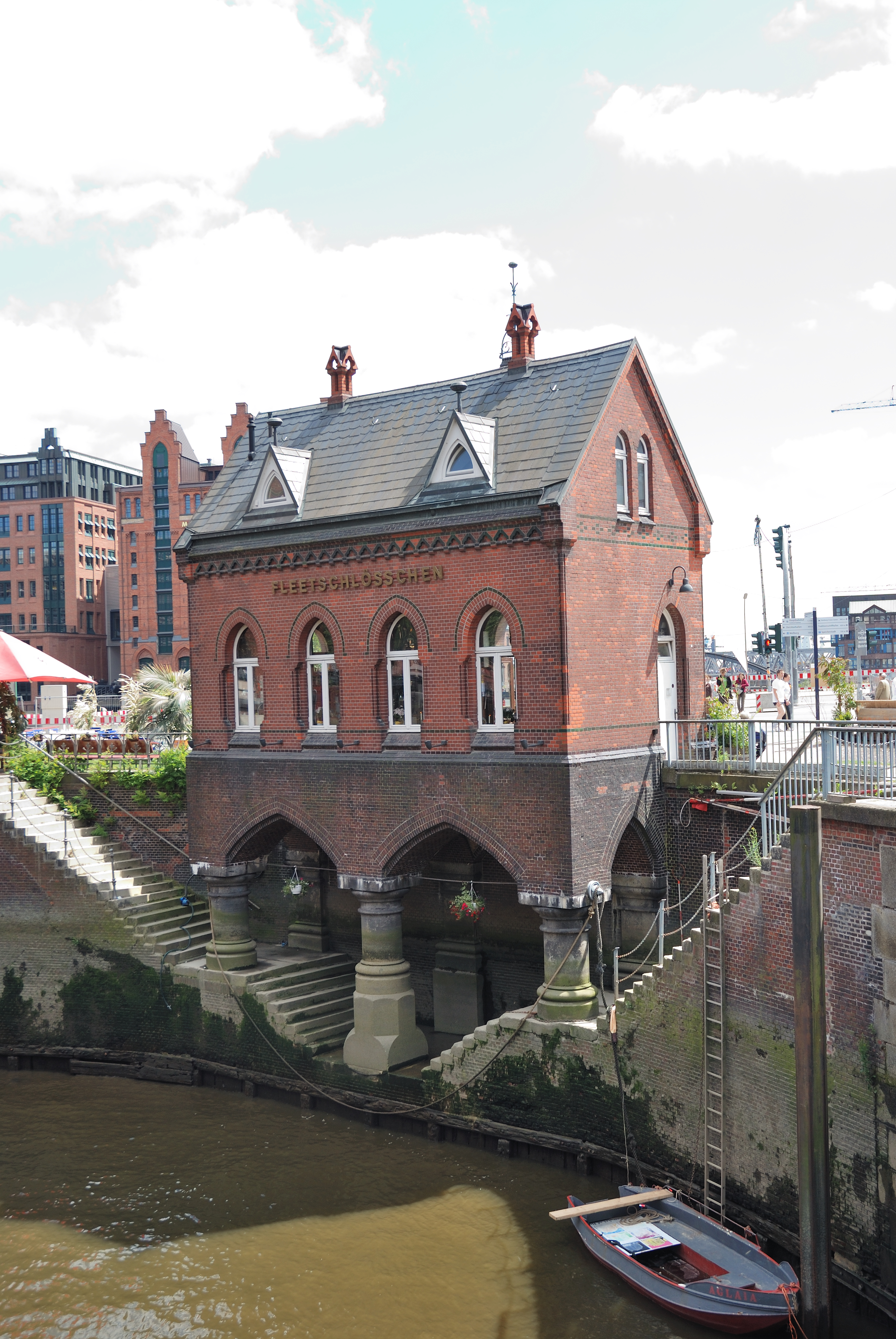
Einige Aufnahmen entstanden vor dem Fleetschlösschen in der Hamburger Speicherstadt

Anfang 1961 verlegte die deutsche Rialto Film Filmproduktion und Filmvertrieb GmbH ihren Firmensitz von Frankfurt am Main nach Hamburg auf das Gelände des Realfilm-Studios. Seit einer Gesellschaftsversammlung am 13. Januar 1961 und dem Ausscheiden des Filmkaufmanns Franz Sulley war Horst Wendlandt neben Preben Philipsen Mitgesellschafter. Bei dem Film Der grüne Bogenschütze war Wendlandt „nur“ Herstellungsleiter.
Ursprünglich hatten Waldfried Barthel (Constantin Film) und Preben Philipsen (Rialto Film, Prisma-Filmverleih) als nächsten Edgar-Wallace-Film Das Geheimnis der gelben Narzissen unter der Regie von Harald Reinl geplant. Weil das Drehbuch dazu nach Ansicht der Produzenten noch überarbeitet werden musste, realisierte man zuerst Die toten Augen von London. Neben Egon Eis beauftragte man auch Werner Jörg Lüddecke, ein alternatives Drehbuch nach der gleichen Vorlage zu verfassen. Man entschied sich jedoch abermals für die Fassung von Eis, der wieder unter seinem Pseudonym Trygve Larsen schrieb. Da die bei Wallace-Filmen bewährten Regisseure Reinl und Jürgen Roland nicht zur Verfügung standen, schlug Wendlandt kurzfristig Alfred Vohrer als Regisseur vor. Dieser und Schauspieler Wolfgang Lukschy nahmen auch letzte Änderungen am Drehbuch vor.
Neben einigen in der Reihe bereits etablierten Schauspielern, darunter Joachim Fuchsberger in seiner dritten Rolle als Ermittler, sah man erstmals Karin Baal, Ann Savo, Adi Berber, Rudolf Fenner, Hans Paetsch und Dieter Borsche in einem Edgar-Wallace-Film. Diese waren später noch in anderen Filmen der Reihe zu sehen. Auch Klaus Kinski spielte zum ersten Mal in einer Wallace-Adaption der Rialto Film mit. Am 22. Februar 1961, wenige Wochen vor dem Kinostart von Die toten Augen von London, widmete Der Spiegel dem bis dahin nur einem Fachpublikum bekannten Schauspieler einen Titelbeitrag, was für den Film einen unerwarteten Werbeeffekt hatte. Sein Debüt in den Wallace-Filmen gab Kinski jedoch schon in der Kurt-Ulrich-Produktion Der Rächer. Für die Rolle des Scotland-Yard-Chefs Sir Archibald war Ernst Fritz Fürbringer vorgesehen, der diese Rolle bereits in den ersten drei Filmen der Reihe spielte. Wegen seiner Erkrankung wurde die Rolle in Sir John umbenannt und einmalig mit Franz Schafheitlin besetzt.
Die Dreharbeiten fanden in Hamburg und Umgebung statt. So entstand die Eingangsszene am Sandberg in Hamburg-Altona, die Themse-Aufnahmen drehte man vor dem Fleetschlösschen in der Speicherstadt. Weitere Außenaufnahmen drehte man hinter der Schlosskirche in Ahrensburg bei den so genannten Gottesbuden. Für echte London-Aufnahmen konnte man auf Archivmaterial zurückgreifen. Die Innenaufnahmen entstanden im Realfilm-Studio in Hamburg-Wandsbek. Zum ersten Mal in Rialtos Edgar-Wallace-Reihe zeigte dieser Schwarz-Weiß-Film einen farbigen Vorspann mit blutroten Buchstaben auf einem s/w-Hintergrund. Diese Tradition wurde auch in Zukunft mit vielen verschiedenen verwendeten Farben beibehalten. Bis Ende der 90er Jahre wurde der farbige Vorspann im deutschen Fernsehen immer schwarz auf weiß gezeigt und war teilweise nicht lesbar.
Der Film wurde von der FSK ohne Schnittauflagen ab 16 Jahren freigegeben. 1991 folgte die Freigabe ab 12 Jahren. Dennoch wurde der Film vom Fernsehen später in einer gekürzten Fassung ausgestrahlt; inzwischen ist er wieder in der Originallänge zu sehen. Alfred Vohrer schuf mit Die toten Augen von London den bis dahin erfolgreichsten Edgar-Wallace-Film. Der Regisseur sollte mit insgesamt 14 Wallace-Adaptionen zum erfolgreichsten Regisseur dieser Reihe avancieren.
Im deutschen Fernsehen wurde der Film erstmals am 16. März 1974 ab 23.05 Uhr im ZDF gezeigt.

## Kritiken
„Sonst ist die Mischung aus penibel erdachten Gänsehaut-Effekten, Sex und Humor kaum originell, weil als altbekanntes Wallace-Schema schon hinreichend strapaziert.“

„Gegenüber dem „Grünen Bogenschützen“ gibt es in den „Toten Augen“ etwas mehr Schauer und etwas weniger Humor; aber es ist dennoch eine recht ansprechende Mischung, und die Regie Alfred Vohrers (Kamera: Karl Löb) operiert geschickt mit optischen und akustischen Assoziationsüberblendungen; der Schnitt hat Rhythmus.“

„Wallace-Verfilmung, die – personenreich und schaurig – über alle Register dieses Genres verfügt, den seriösen Gestalten skurrile gegenüberstellt und den Schauplätzen auch photographisch zwielichtige Atmosphäre gibt.“

„Spannend mit gelegentlichem Augenzwinkern und in der Atmosphäre angenehm „englisch“ hat der Regisseur Alfred Vohrer diesen berühmten Wallace-Krimi inszeniert. Joachim Fuchsberger und Karin Baal stehen an der Spitze eines ausgezeichneten Ensembles, in dem Dieter Borsche als Bösewicht überrascht.“

„Im Vergleich zu anderen Wallace-Verfilmungen leistet die Kamera wesentlich Besseres. Ihr gelang es, die düstere Stimmung der Mordnächte, gepfeffert mit gruseligen Überraschungen, gut einzufangen.“

„Regisseur Alfred Vohrer setzte in seiner ersten, durchweg ansprechenden Edgar-Wallace-Verfilmung auf spannende Grusel-Effekte.“

„So gruselig wie der Titel – ein Klassiker!“

„Ein vergleichsweise spannender Film, der ohne zimperliche Zurückhaltung ein gewisses Angstpotential aufzubauen versteht. Vor allem aus der zeitlichen Distanz betrachtet, besitzt die triviale Serienkost fast schon einen gewissen Unterhaltungswert.“

## Trivia
In dem Videoclip zu dem Lied Grund zum Feiern (auch: Affentittengeiler Song) von Otto Waalkes dient eine Filmszene als Setting. In das Video werden kurze Ausschnitte hineinmontiert.